# Steve Pasvolsky
Steve Pasvolsky (* 1966 in Südafrika) ist ein australischer Filmregisseur und Computerspieleentwickler.

## Leben
Pasvolsky kam als eines von vier Kindern in Südafrika zur Welt, wuchs jedoch ab Mitte der 1970er-Jahre in Australien auf. Sein Bruder ist Schauspieler Jonathon Pasvolsky.
Er studierte zunächst von 1985 bis 1990 Bauingenieurwesen an der University of New South Wales und verdiente sich als Baumeister. Von 1998 bis 2001 folgte ein Regie- und Drehbuchstudium an der Australian Film Television and Radio School. Sein Abschlussfilm wurde der Kurzfilm Inja über die Beziehung zwischen Hund und Mensch. Inja wurde 2003 für einen Oscar in der Kategorie Bester Kurzfilm nominiert.
Von 2000 bis 2005 war Pasvolsky bei Film Graphics im Bereich Werbung tätig und brachte 2005 seinen ersten Langfilm als Regisseur heraus: Im Skaterdrama Deck Dogz spielte unter anderem Tony Hawk mit. Im Jahr 2007 entwickelte Pasvolsky das Computerspiel Huey’s Planet, das unter anderem als Facebook-App erhältlich war. Er gründete 2008 schließlich mit Joe Weatherstone die Produktionsfirma Skystone Productions, mit der er unter anderem Werbe- und Spielfilme realisiert. Im Jahr 2010 folgte das Computerspiel Beachtown.

## Filmografie (Auswahl)
- 1999: The Cut
- 2000: Talk of the Town
- 2001: Everspring
- 2002: Inja
- 2005: Deck Dogz
- 2007: A Common Purpose
- 2013: Mackin’ Tracks

## Auszeichnungen (Auswahl)
- 2001: AFI-Award-Nominierung Bester Kurzfilm und Bestes Kurzfilmdrehbuch, Australian Film Institute, für Inja
- 2002: Jurypreis für den besten Studentenfilm, Aspen Shortsfest, für Inja
- 2002: Nominierung Bester ausländischer Kurzfilm, LA Shorts Fest, für Inja
- 2003: Oscarnominierung, Bester Kurzfilm, für Inja